# Phân họ Sóc màu
Phân họ Sóc màu (danh pháp khoa học: Callosciurinae) là một phân họ trong họ Sóc, chứa khoảng 65 loài trong 14 chi còn sinh tồn.

## Hình ảnh

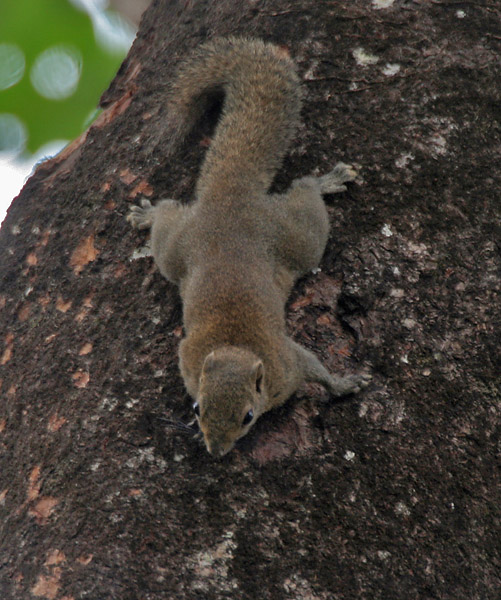
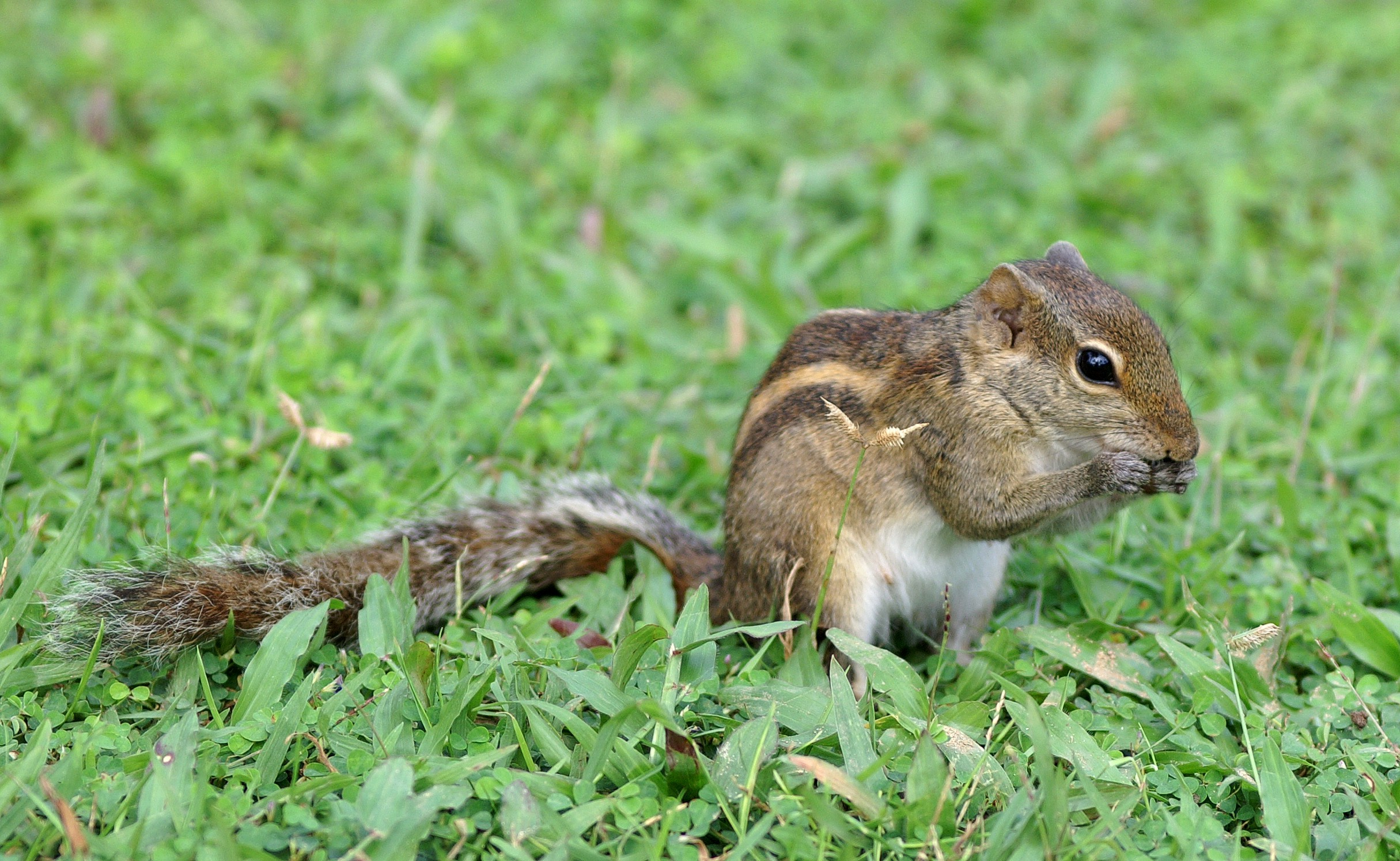
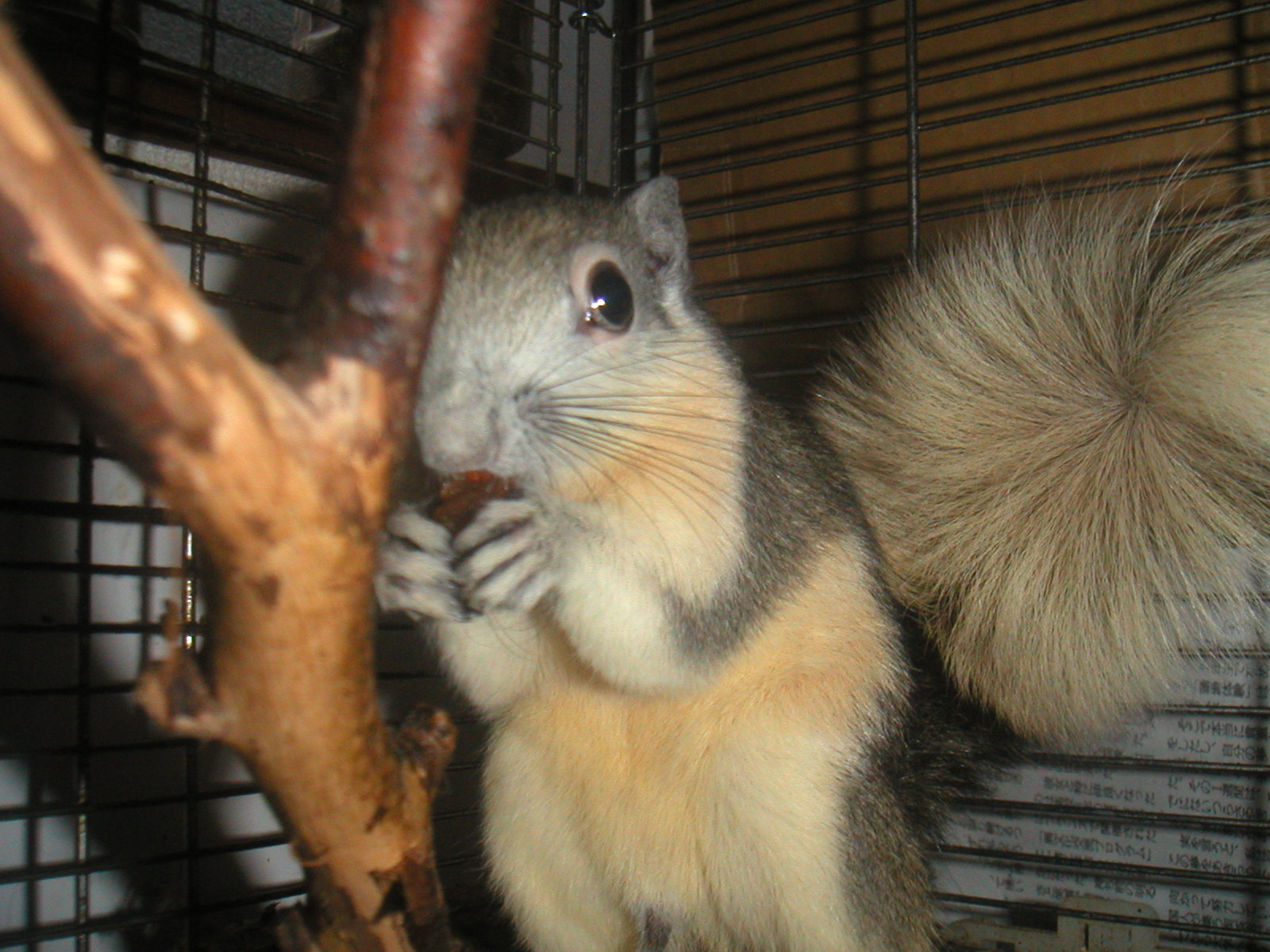

## Phân loại
- Họ Sciuridae
  - Phân họ Callosciurinae
    - Tông Callosciurini
      - Callosciurus
      - Dremomys
      - Exilisciurus
      - Glyphotes
      - Hyosciurus
      - Lariscus
      - Menetes
      - Nannosciurus
      - Prosciurillus
      - Rhinosciurus
      - Rubrisciurus
      - Sundasciurus
      - Tamiops

    - Tông Funambulini
      - Funambulus